# Fissidens robynsianus
Fissidens robynsianus är en bladmossart som beskrevs av Potier de la Varde 1957. Fissidens robynsianus ingår i släktet fickmossor, och familjen Fissidentaceae. Inga underarter finns listade i Catalogue of Life.